# Asymbolus parvus
Asymbolus parvus és una espècie de peix de la família dels esciliorrínids i de l'ordre dels carcariniformes.

## Morfologia
- Els mascles poden assolir 34,9 cm de longitud total.[4]

## Hàbitat
És un peix marí de clima subtropical que viu entre 160-260 m de fondària.

## Reproducció
És ovípar.

## Distribució geogràfica
Es troba a Austràlia Occidental.